# Geopsammodius sabinae
Geopsammodius sabinae är en skalbaggsart som beskrevs av Lavalette 1999. Geopsammodius sabinae ingår i släktet Geopsammodius och familjen Aphodiidae. Inga underarter finns listade i Catalogue of Life.